# Affaire Tania Parnisari
 (novembre 2019).
L’affaire Tania Parnisari est une affaire criminelle française dans laquelle Sophia Abid, 7 ans, a été asphyxiée, le 10 mars 2003, à Brunstatt par sa mère Tania Parnisari.

## Faits et enquête
Tania Parnisari a 28 ans au moment des faits. Elle a 3 enfants de deux pères différents : Michael et Sophia, qui sont les enfants de Raymond Abid, son mari depuis 8 ans. Camilla, la dernière, est la fille de l'amant de Tania. 
Le 10 mars 2003, à Brunstatt en Alsace, Sophia est portée disparue après qu'elle n'est pas rentrée de l'école. Le lendemain, le 11 mars 2003, aux environs de 11 h, en contrebas d'une voie ferrée, les policiers découvrent son corps sans vie. Il ne porte aucune trace d'une quelconque agression sexuelle. La position fœtale dans laquelle est le corps de Sophia indique peut-être une noyade.
Les policiers se rendent au domicile de Tania Parnisari pour lui annoncer la mort de sa fille. La mère de Tania, qui était avec elle au moment de cette annonce, s'effondre alors que sa fille reste insensible.
À la suite de plusieurs disparitions, le directeur de l'école avait mis en garde tous les parents des enfants de l'école en leur disant qu'un individu rodait dans la région. Des pistes sont explorées pour rechercher cet individu et savoir s'il est la cause de la mort de Sophia. 
Alors que des enfants jouent dans leur jardin, un homme leur demande s'il peut prendre une photo d'eux. Les enfants se réfugient dans la maison pour prévenir leurs parents qu'un individu leur a proposé de les prendre en photo. Ils décident donc d'aller voir l'individu en question et le temps d'y parvenir, l'homme a disparu. 
Les policiers interpellent un individu qui semble correspondre au signalement mais cette piste est rapidement mise de côté car aucun élément ne permet de l'incriminer. Un des policiers remarque un élément qui n'a jusque-là, pas été exploré : Sophia ne portait pas de chaussures lorsqu'ils ont retrouvé son corps. Ensuite, les médecins légistes indiquent qu'aucune trace de griffure n'était présente sur les pieds de Sophia. Lors de l'autopsie, la supposition de la mort de Sophia par la noyade est écartée. L'asphyxie par étouffement devient alors une hypothèse à envisager. 
L'enquête révèle des ecchymoses sur le crâne de l'enfant et celles-ci correspondent à la trace d'une main de femme ou d'enfant puisqu'elle est très petite. Le capitaine de l'enquête s'oriente vers la mère et pense qu'elle aurait transporté le corps de sa fille jusqu'au ruisseau. 
Les enquêteurs reconstituent le jour de la disparition de Sophia, le 10 mars 2003 ; après avoir vu son amant, Tania boit de l'alcool et prend des tranquillisants puis s'endort. Le frère de Sophia rentre de l'école, va chercher un ballon à son domicile et en repartant, il croise Sophia qui souhaite le rejoindre dehors pour jouer. 
Lorsque Tania se fait interroger sur ce moment de la journée, elle dit ne pas avoir vu Sophia rentrer dans la maison après l'école alors que son fils dira par la suite le contraire. 
Vers 17 h, en se réveillant, Tania ne voit pas sa fille dans la maison, elle va alors essayer de la trouver dans le village. Elle appelle par la suite le commissariat de Mulhouse pour signaler la disparition de Sophia. 
L'heure de la mort de Sophia est estimée au 10 mars 2003, à 23 h 30. Cependant, à cette heure-là Tania était au commissariat. Plus tard, l'heure de la mort de Sophia sera finalement estimée entre 14 h et 2 h. 
Les témoignages de Tania ne sont pas cohérents, peut-être due à la prise de médicaments qui lui aurait causé une amnésie partielle pour la journée du 10 mars 2003. Ensuite, des riverains ont déclaré avoir vu Tania avec une poussette qui aurait pu servir à transporter le corps de sa fille. Les policiers ont donc trouvé une hypothèse : Tania aurait tué sa fille par étouffement lorsqu'elle est rentrée de l'école puis, elle a transporté le corps avec la poussette jusqu'au ruisseau. Or, des proches de Tania révèlent que celle-ci avait le bras droit plâtré à ce moment-là. Donc elle n'aurait pas pu soulever le corps et le descendre de son appartement sans aide extérieure pour l'amener jusqu'au cours d'eau. Finalement, avec la reconstitution, les policiers confirment cette hypothèse. 
L'instruction est longue, quatre années passent. Tania est en détention mais clame son innocence. Mais, rien ne va dans son sens puisque les mêmes griffures ont été retrouvées sur le corps de Sophia et sur les mains de Tania, griffures occasionnées par les ronces près du ruisseau. Tania contredit cela et dit qu'elle a eu ces griffures bien avant. 
Lors des prélèvements, ils se rendent compte que la terre trouvée sur la poussette ne correspond pas à celle près du ruisseau. Cette expertise ne remet rien en cause, les policiers restent persuadés que Tania est coupable. 
Tania, ses proches et les avocats de la défense reviennent sur les anomalies de l'enquête : l'intervalle de temps de l'heure de la mort de Sophia, le bras de Tania immobilisé, la traversée du village avec la poussette, les témoignages incohérents, la recherche du corps le jour des faits par les policiers, etc.

## Procès et condamnation
Tania est mise en garde à vue huit jours après pour homicide volontaire sur mineure de moins de 15 ans.
Deux jours plus tard, elle est mise en examen et transférée à la prison de Mulhouse.
Il s'écoulera quatre années de détention préventive avant son procès. Dans l'intervalle, quarante demandes de remise en liberté provisoire seront formulées par ses avocats, aboutissant toutes à un rejet.
Le 29 janvier 2007 à Colmar commence son procès. Elle est condamnée à 20 ans de réclusion criminelle et transférée à la prison de Strasbourg.
Elle fait appel, défendue par un autre avocat. Son deuxième procès commence le 25 mars 2008 à Strasbourg. Après dix jours de procès, elle est condamnée à 18 ans de réclusion criminelle.
Tania devait comparaître devant la Cour de cassation en février 2019, toutefois aucune information n'a encore été donnée sur la suite de cette affaire[réf. nécessaire].

### Articles de presse
- « Mulhouse : la mère de la jeune Sophia placée en garde à vue » Article publié le 18 mars 2003 dans Libération.
- « La mère de Sophia placée en garde à vue » Article publié le 18 mars 2003 dans Le Parisien.
- « Les enquêteurs interrogent toujours la mère de Sophia » Article de Geoffroy Tomasovitch avec Philippe Sautter publié le 19 mars 2003 dans Le Parisien.
- « Meurtre de Sophia : la mère mise en examen » Article publié le 20 mars 2003 dans Libération.
- « La mère de Sophia mise en examen et écrouée pour le meurtre de sa fille » Article publié le 20 mars 2003 dans Le Monde.
- « On aurait pu éviter la mort de Sophia » Article de Geoffroy Tomasovitch et Claire Checcaglini publié le 21 mars 2003 dans Le Parisien.
- « La mère de Sophia reste en détention à Colmar » Article publié le 28 juin 2003 dans Libération.
- « 20 ans de réclusion pour la mère de Sophia » Article de Grégoire Gauchet publié le 8 février 2007 dans Dernières Nouvelles d'Alsace.
- « Infanticide : Tania Parnisari condamnée à 18 ans en appel » Article publié le 3 avril 2008 dans 20 minutes.

### Documentaires télévisés
- « Tania Parnisari : l'histoire d'un infanticide » le 11 octobre 2009, 28 février, 22 et 28 août, 20 septembre 2010 dans Affaires criminelles sur NT1.
- « Une mère et sa fille » (deuxième reportage) dans « ... en Alsace » le 17 juin 2013 dans Crimes sur NRJ 12.